# Alexandra Jensen
Alexandra Jensen (New South Wales, 2000) è un'attrice australiana, celebre per aver partecipato a Talk to Me.

## Biografia
Alexandra Jensen è nata nel 2000 nel Nuovo Galles del Sud. Durante la scuola elementare ha preso lezioni di recitazione per superare la sua timidezza, l'ansia e un problema di linguaggio. Jensen ha assunto il ruolo di Cogsworth in una produzione musicale teatrale amatoriale di Beauty and the Beast Jnr allo Young Peoples Theatre di Newcastle da aprile a maggio 2015. Ha interpretato Elia, una studentessa secondaria, in Impending Everyone di Michael Andrew Collins, all'SBW Stables Theatre, Kings Cross per l'Australian Theatre for Young People da giugno a luglio 2018. Jensen ha intrapreso la sua carriera di attrice cinematografica dopo aver terminato l'istruzione secondaria alla Hunter School of the Performing Arts. La sua prima audizione professionale è stata per una serie TV Foxtel e, nonostante avesse perso il ruolo, Foxtel l'ha presentata a un talent manager.

## Filmografia

### Cinema
- Beat, regia di Jye Currie (2022)
- Talk to Me', regia di Danny Philippou Michael Philippou (2022)
- The Moogai, regia di Jon Bell (2024)

### Televisione
- My Life is Murder serie TV, episodio 1x07 (2019)
- Amazing Grace serie TV, episodi 1x01-1x02-1x03-1x04-1x05-1x06-1x07-1x08 (2021)
- Frayed serie TV (2019-2021)
- Joe vs Carole serie TV, episodi 1x02-1x05-1x08 (2022)
- The Messenger serie TV (2023)

## Riconoscimenti
Per la sua interpretazione in Talk to Me è stata nominata per l'AACTA Award 2024 come migliore attrice non protagonista.